# Lista siturilor arheologice din județul Constanța - N
Lista siturilor arheologice din județul Constanța - N conține toate siturile arheologice din județul Constanța înscrise în Repertoriul Arheologic Național (RAN) și aflate în localități al căror nume începe cu litera N. RAN este administrat de Ministerul Culturii și Patrimoniului Național și cuprinde date științifice, cartografice, topografice, imagini și planuri, precum și orice alte informații privitoare la zonele cu potențial arheologic, studiate sau nu, încă existente sau dispărute.
Puteți căuta un sit din localitățile care încep cu litera N folosind formularul de mai jos sau puteți naviga prin toate siturile din județ la Lista siturilor arheologice din județul Constanța.
| Cod RAN                                  | Denumire | Localitate                                        | Adresă           | Datare                     | Descoperit | Coordonate                                    | Imagine           | Erori            |
| ---------------------------------------- | --- | ------------------------------------------------- | ---------------- | -------------------------- | ---------- | --------------------------------------------- | ----------------- | ---------------- |
| 60516.01 (Cod LMI: CT-I-s-B-02704)       | Așezarea romană de la Năvodari (Categorie: locuire civilă) (Tip: așezare)                                                       | oraș Năvodari                                     |                  | sec. I-III                 |            |                                               | Încărcați imagine | Raportați eroare |
| 60516.01.01 (Cod LMI: CT-I-s-B-02704)    | Așezarea romană de la Năvodari / ansamblu anonim (Categorie: locuire civilă) (Tip: Așezare)                                     | oraș Năvodari                                     |                  | sec. I-III                 |            |                                               | Încărcați imagine | Raportați eroare |
| 62404.01.01 (Cod LMI: CT-I-m-B-02705.01) | Situl arheologic de la Negru-Vodă / ansamblu anonim (Categorie: locuire civilă) (Tip: Așezare)                                  | oraș Negru Vodă                                   |                  | sec. X                     |            | 43°49′21″N 28°12′39″E / 43.8225°N 28.21083°E  | Încărcați imagine | Raportați eroare |
| 62404.01.02 (Cod LMI: CT-I-m-B-02705.02) | Situl arheologic de la Negru-Vodă / ansamblu anonim (Categorie: locuire civilă) (Tip: Grup de tumuli)                           | oraș Negru Vodă                                   |                  |                            |            | 43°49′21″N 28°12′39″E / 43.8225°N 28.21083°E  | Încărcați imagine | Raportați eroare |
| 61096.01.02 (Cod LMI: CT-I-m-B-02706.01) | Situl arheologic de la Negureni - "Pădurea Negureni" / ansamblu anonim (Categorie: locuire civilă) (Tip: Așezare)               | sat Negureni, oraș Băneasa                        | Pădurea Negureni | sec. XI                    |            |                                               | Încărcați imagine | Raportați eroare |
| 61096.01.01 (Cod LMI: CT-I-m-B-02706.02) | Situl arheologic de la Negureni - "Pădurea Negureni" / ansamblu anonim (Categorie: locuire civilă) (Tip: Așezare)               | sat Negureni, oraș Băneasa                        | Pădurea Negureni | sec. VI                    |            |                                               | Încărcați imagine | Raportați eroare |
| 61096.02.01 (Cod LMI: CT-I-s-B-02707)    | Apeductul de la Negureni / ansamblu anonim (Categorie: construcție) (Tip: Apeduct)                                              | sat Negureni, oraș Băneasa                        |                  | sec. III                   |            |                                               | Încărcați imagine | Raportați eroare |
| 62459.01.01 (Cod LMI: CT-I-s-B-02708)    | Situl arheologic de la Nicolae Bălcescu / ansamblu anonim (Categorie: locuire civilă) (Tip: Așezare)                            | sat Nicolae Bălcescu, comuna Nicolae Bălcescu     |                  | sec. XIII - XII a. Chr.    |            |                                               | Încărcați imagine | Raportați eroare |
| 62459.01.02 (Cod LMI: CT-I-s-B-02708)    | Situl arheologic de la Nicolae Bălcescu / ansamblu anonim (Categorie: locuire civilă) (Tip: Așezare)                            | sat Nicolae Bălcescu, comuna Nicolae Bălcescu     |                  |                            |            |                                               | Încărcați imagine | Raportați eroare |
| 62459.01.03 (Cod LMI: CT-I-s-B-02708)    | Situl arheologic de la Nicolae Bălcescu / ansamblu anonim (Categorie: locuire civilă) (Tip: Mormânt)                            | sat Nicolae Bălcescu, comuna Nicolae Bălcescu     |                  |                            |            |                                               | Încărcați imagine | Raportați eroare |
| 61158.01.01 (Cod LMI: CT-I-s-B-02709)    | Așezarea romană de la Nisipari / ansamblu anonim (Categorie: locuire civilă) (Tip: Așezare)                                     | sat Nisipari, comuna Castelu                      |                  | sec. I - III               |            |                                               | Încărcați imagine | Raportați eroare |
| 61158.01.01 (Cod LMI: CT-I-s-B-02709)    | Așezarea romană de la Nisipari / complex anonim (Categorie: locuire civilă) (Tip: tezaur monetar)                               | sat Nisipari, comuna Castelu                      |                  |                            |            |                                               | Încărcați imagine | Raportați eroare |
| 62636.01.01 (Cod LMI: CT-I-s-B-02710)    | Așezarea romană de la Nistorești / ansamblu anonim (Categorie: locuire civilă) (Tip: Așezare)                                   | sat Nistorești, comuna Pantelimon                 |                  | sec. I - VI                |            |                                               | Încărcați imagine | Raportați eroare |
| 62636.02.01 (Cod LMI: CT-I-s-B-02711)    | Așezarea rurală romană de la Nistorești / ansamblu anonim (Categorie: locuire civilă) (Tip: Așezare rurală)                     | sat Nistorești, comuna Pantelimon                 |                  | sec. III - IV              |            |                                               | Încărcați imagine | Raportați eroare |
| 62048.02.01 (Cod LMI: CT-I-s-B-02713)    | Așezarea rurală romană de la Nuntași / ansamblu anonim (Categorie: locuire civilă) (Tip: Așezare rurală)                        | sat Nuntași, comuna Istria                        |                  | sec. II - III              |            |                                               | Încărcați imagine | Raportați eroare |
| 62048.03.01 (Cod LMI: CT-I-s-B-02714)    | Locuire elenistică de la Nuntași-Gâscărie / ansamblu anonim (Categorie: locuire civilă) (Tip: Locuire)                          | sat Nuntași, comuna Istria                        | Gâscărie         | greacă sec. IV - II a. Chr |            |                                               | Încărcați imagine | Raportați eroare |
| 62048.04.01 (Cod LMI: CT-I-s-B-02715)    | Băile de la Nuntași / ansamblu Nuntași Băi II (Categorie: construcție) (Tip: Băi)                                               | sat Nuntași, comuna Istria                        |                  | sec. I - III               |            |                                               | Încărcați imagine | Raportați eroare |
| 62048.04.02 (Cod LMI: CT-I-s-B-02715)    | Băile de la Nuntași / ansamblu anonim (Categorie: construcție) (Tip: Apeduct)                                                   | sat Nuntași, comuna Istria                        |                  | romană                     |            |                                               | Încărcați imagine | Raportați eroare |
| 62048.05.01 (Cod LMI: CT-I-s-B-02716)    | Așezarea romano-bizantină de la Nuntași / ansamblu Nuntași Băi III (Categorie: locuire civilă) (Tip: Așezare)                   | sat Nuntași, comuna Istria                        |                  | sec. IV - VI               |            |                                               | Încărcați imagine | Raportați eroare |
| 60516.02.01 (Cod LMI: CT-I-s-B-02732)    | Situl arheologic de la Năvodari - "La Ostrov" / ansamblu anonim (Categorie: locuire civilă) (Tip: Așezare)                      | oraș Năvodari                                     | La Ostrov        | Gumelnița - A1             | 1999       | 44°21′06″N 28°36′48″E / 44.35167°N 28.61333°E | Încărcați imagine | Raportați eroare |
| 60516.02.02 (Cod LMI: CT-I-s-B-02732)    | Situl arheologic de la Năvodari - "La Ostrov" / ansamblu anonim (Categorie: locuire civilă) (Tip: Mormânt)                      | oraș Năvodari                                     | La Ostrov        | Gumelnița - A1             | 1999       | 44°21′06″N 28°36′48″E / 44.35167°N 28.61333°E | Încărcați imagine | Raportați eroare |
| 60516.02.03 (Cod LMI: CT-I-s-B-02732)    | Situl arheologic de la Năvodari - "La Ostrov" / ansamblu anonim (Categorie: locuire civilă) (Tip: Așezare)                      | oraș Năvodari                                     | La Ostrov        | Hamangia - III             | 1999       | 44°21′06″N 28°36′48″E / 44.35167°N 28.61333°E | Încărcați imagine | Raportați eroare |
| 62048.01.01 (Cod LMI: CT-I-s-B-02712)    | Situl arheologic Latene de la Nuntași / ansamblu Așezare grecească (Categorie: locuire civilă) (Tip: Așezare)                   | sat Nuntași, comuna Istria                        |                  | sec. VI - IV a. Chr.       |            |                                               | Încărcați imagine | Raportați eroare |
| 62048.01.02 (Cod LMI: CT-I-s-B-02712)    | Situl arheologic Latene de la Nuntași / ansamblu anonim (Categorie: locuire civilă) (Tip: Necropolă de inhumație)               | sat Nuntași, comuna Istria                        |                  | sec. IV-III î.e.n          |            |                                               | Încărcați imagine | Raportați eroare |
| 62789.01.01                              | Descoperiri funerare la Nazarcea / ansamblu anonim (Categorie: descoperire funerară) (Tip: Mormânt)                             | sat Nazarcea, comuna Poarta Albă                  |                  |                            |            |                                               | Încărcați imagine | Raportați eroare |
| 63205.01.01                              | Descoperiri funerare la Neptun / ansamblu anonim (Categorie: descoperire funerară) (Tip: Mormânt)                               | localitate componentă Neptun, municipiul Mangalia |                  |                            |            |                                               | Încărcați imagine | Raportați eroare |
| 61354.01                                 | Așezarea romană de la Negrești / ansamblu anonim (Categorie: descoperiri izolate de artefacte)                                  | sat Negrești, comuna Cobadin                      |                  | romană                     |            |                                               | Încărcați imagine | Raportați eroare |
| 60516.06.01                              | Așezarea romană de la Năvodari / ansamblu anonim (Categorie: locuire) (Tip: Locuire)                                            | oraș Năvodari                                     |                  |                            |            |                                               | Încărcați imagine | Raportați eroare |
| 60516.03.01                              | Locuirea elenistică de la Năvodari- La Vie / ansamblu anonim (Categorie: locuire) (Tip: Locuire)                                | oraș Năvodari                                     | La Vie           | elenistică                 |            |                                               | Încărcați imagine | Raportați eroare |
| 60516.04.01                              | Așezarea fortificată de la Năvodari - Limba oii / ansamblu anonim (Categorie: construcție defensivă) (Tip: Așezare fortificată) | oraș Năvodari                                     | Limba Oii        | romană sec. I-III e.n.     |            |                                               | Încărcați imagine | Raportați eroare |
| 60516.05.01                              | Așezarea hallstattiană de la Năvodari - Livadă / ansamblu anonim (Categorie: așezare) (Tip: Așezare)                            | oraș Năvodari                                     | Livadă           | Coslogeni                  |            |                                               | Încărcați imagine | Raportați eroare |
| 61354.02.01                              | Situl arheologic de la Negrești / ansamblu anonim (Categorie: locuire) (Tip: Așezare)                                           | sat Negrești, comuna Cobadin                      |                  | Gumelnița                  |            | 43°59′45″N 28°07′32″E / 43.99583°N 28.12556°E | Încărcați imagine | Raportați eroare |
| 61354.02.02                              | Situl arheologic de la Negrești / ansamblu anonim (Categorie: locuire) (Tip: Așezare)                                           | sat Negrești, comuna Cobadin                      |                  | romană                     |            | 43°59′45″N 28°07′32″E / 43.99583°N 28.12556°E | Încărcați imagine | Raportați eroare |
| 61354.02.03                              | Situl arheologic de la Negrești / ansamblu anonim (Categorie: locuire) (Tip: așezare)                                           | sat Negrești, comuna Cobadin                      |                  |                            |            | 43°59′45″N 28°07′32″E / 43.99583°N 28.12556°E | Încărcați imagine | Raportați eroare |